# Polizia ellenica
La Polizia ellenica (in greco Ελληνική Αστυνομία?, Ellīnikī Astynomia, abbreviato ΕΛ.ΑΣ.) è la polizia nazionale greca. Dotata di molti agenti, si occupa di vari settori, dalla sicurezza stradale all'antiterrorismo. 
La forza di polizia ellenica è stata fondata nel 1984, ai sensi della legge 1481 / 1984/01/10 (Gazzetta Ufficiale) 152 A) come il risultato della fusione tra Gendarmeria (Χωροφυλακή, Chōrofylakī) e le Polizie cittadine (Αστυνομία Πόλεων, Astynomia Poleōn).
Secondo la legge, i compiti principali della polizia ellenica sono:
- Garantire la pace e l'ordine, così come senza ostacoli lo sviluppo sociale dei cittadini, una missione che comprende funzioni di polizia generale e la sicurezza del traffico.
- Prevenzione e repressione dei reati nonché la tutela dello Stato e la sua forma di governo democratica, nel quadro dell'ordinamento costituzionale, una missione che prevede l'attuazione di politiche pubbliche e di sicurezza dello Stato.

## Gradi
|                                       |                                       |                  |                  |                    |                    |                        |                        |                           |                           |              |              |              |              |                |                |                |                |                |                |  |  |  |  |
| Tenente generale (Capo della Polizia) | Tenente generale (Capo della Polizia) | Maggior generale | Maggior generale | Brigadier generale | Brigadier generale | Colonnello             | Colonnello             | tenente colonnello        | tenente colonnello        | Maggiore     | Maggiore     | Capitano     | Capitano     | Tenente        | Tenente        | Tenente        | Sottotenente   | Sottotenente   | Sottotenente   |  |  |  |  |
| Αντιστράτηγος                         | Αντιστράτηγος                         | Υποστράτηγος     | Υποστράτηγος     | Ταξίαρχος          | Ταξίαρχος          | Αστυνομικός Διευθυντής | Αστυνομικός Διευθυντής | Αστυνομικός Υποδιευθυντής | Αστυνομικός Υποδιευθυντής | Αστυνόμος Α' | Αστυνόμος Α' | Αστυνόμος Β' | Αστυνόμος Β' | Υπαστυνόμος Α' | Υπαστυνόμος Α' | Υπαστυνόμος Α' | Υπαστυνόμος Β' | Υπαστυνόμος Β' | Υπαστυνόμος Β' |  |  |  |  |

|                |                |                |                |                |                |               |               |                        |                        |          |          |          |          |          |          |               |               |               |               |               |               |             |             |  |  |  |  |  |  |  |  |  |  | Nessun simbolo |
| Maresciallo    | Maresciallo    | Maresciallo    | Maresciallo    | Maresciallo    | Maresciallo    | Sergente capo | Sergente capo | Sergente investigatore | Sergente investigatore | Sergente | Sergente | Sergente | Sergente | Sergente | Sergente | Caporale      | Caporale      | Caporale      | Caporale      | Agente scelto | Agente scelto | Agente      | Agente      |  |  |  |  |  |  |  |  |  |  |                |
| Ανθυπαστυνόμος | Ανθυπαστυνόμος | Ανθυπαστυνόμος | Ανθυπαστυνόμος | Ανθυπαστυνόμος | Ανθυπαστυνόμος | Αρχιφύλακας   | Αρχιφύλακας   | Αρχιφύλακας            | Αρχιφύλακας            | Λοχίας   | Λοχίας   | Λοχίας   | Λοχίας   | Λοχίας   | Λοχίας   | Υπαρχιφύλακας | Υπαρχιφύλακας | Υπαρχιφύλακας | Υπαρχιφύλακας | Υπαρχιφύλακας | Υπαρχιφύλακας | Αστυφύλακας | Αστυφύλακας |  |  |  |  |  |  |  |  |  |  |                |